# Yizheng
Koordinaten: 32° 17′ N, 119° 11′ O
Die Stadt Yizheng (仪征市,  Yízhēng Shì) ist eine kreisfreie Stadt in der chinesischen Provinz Jiangsu. Sie gehört zum Verwaltungsgebiet der bezirksfreien Stadt Yangzhou. Yizheng hat eine Fläche von 857 km2 und zählt 564.021 Einwohner (Stand: Zensus 2010).